# Khudi (Lamjung)
Khudi (Nepali खुदि) ist ein Village Development Committee (VDC) im Distrikt Lamjung der Verwaltungszone Gandaki in Zentral-Nepal.
Khudi liegt auf der westlichen Seite des Marsyangdi-Tals. Hauptort ist Khudi am rechten Flussufer des Marsyangdi. Khudi liegt an den Trekkingrouten des Annapurna-Rundwegs sowie des Manaslu-Rundwegs.

## Einwohner
Das VDC Khudi hatte bei der Volkszählung 2011 3401 Einwohner (davon 1510 männlich) in 826 Haushalten.

## Dörfer und Weiler
Khudi besteht aus mehreren Dörfern und Weilern. 
Die wichtigsten sind:
- Dhagai (1420 m ⊙)
- Khudi (900 m ⊙)